# Eragrostis unioloides
Eragrostis unioloides är en gräsart som först beskrevs av Anders Jahan Retzius, och fick sitt nu gällande namn av Christian Gottfried Daniel Nees von Esenbeck och Ernst Gottlieb von Steudel. Eragrostis unioloides ingår i släktet kärleksgrässläktet, och familjen gräs. IUCN kategoriserar arten globalt som livskraftig. Inga underarter finns listade i Catalogue of Life.